# Eufémos
Eufémos (řecky Εὔφημος, latinsky Euphemus) je v řecké mytologii syn boha moří Poseidóna a jeho milenky Európy, dcery obra Titya.
Jeho otec Poseidón ho obdařil zvláštní schopností: jako jediný z hrdinů řecké mytologie dokázal chodit po hladině moře.
Zúčastnil se výpravy Argonautů za zlatým rounem až do daleké Kolchidy. Na zpáteční cestě se jejich loď Argó dostala do potíží, posádka ji musela přenášet pouští, aby se dostala na vody Tritónského jezera. Tam se setkali s mořským bohem Tritónem, Eufémovým nevlastním bratrem. Tritón daroval Eufémovi hroudu země. Tu Eufémos později upustil při plavbě Egejským mořem a z hroudy vznikl ostrov nazvaný Théra. Někde se uvádí, že to byla Iásonova rada hodit hroudu do moře. Vypráví se, že ostrov byl zalidněn lidmi z Eufémova rodu.
Jméno Théra si ostrov nese až do dnešních dob.
Jiný Eufémos byl synem krále Troizéna. Byl velitelem trojských spojenců Kikonů, bojovali proti Achajcům.